# 1901 en sports équestres
Chronologie des sports équestres
- 1900 en sports équestres - 1901 en sports équestres - 1902 en sports équestres

Cet article présente les faits marquants de l'année 1901 en sports équestres.

## Événements

### Année
- premier championnat du cheval d'armes (ancêtre du concours complet)[1].